# Sicsiacsuang
Sicsiacsuang (kínaiul 石家庄, pinjin átírással Shijiazhuang) prefektúra szintű város Kínában, kb. 260 km-re délnyugatra Pekingtől. Hopej tartomány székhelye és legnagyobb városa.
2010-ben az agglomerációs térség lakossága 10,1 millió, a városé 2,7 millió fő volt.

## Népesség
| Lakosok száma | 9 241 186 | 10 163 788 | 10 640 458 |
|               | 2000      | 2010       | 2020       |

## Közlekedés

### Helyi közlekedés
A városban metró is működik.

## Testvérvárosok
- Des Moines
- Parma
- Nagykanizsa
- Hmelnickij
- Saskatoon

## Fordítás
- Ez a szócikk részben vagy egészben  a   Shijiazhuang című angol Wikipédia-szócikk fordításán alapul.  Az eredeti cikk szerkesztőit annak laptörténete sorolja fel. Ez a jelzés csupán a megfogalmazás eredetét és a szerzői jogokat jelzi, nem szolgál a cikkben szereplő információk forrásmegjelöléseként.